# کاپاک‌لی‌کویو (صائم بی‌لی)
کاپاک‌لی‌کویو (به ترکی استانبولی: Kapaklıkuyu) یک منطقهٔ مسکونی در ترکیه است که در صائم‌بیلی واقع شده‌است.